# Aeroportul Namtu
Aeroportul Namtu (IATA: NMT, ICAO: VYNU) este un aeroport din Statul Shan, Myanmar.
Situat la o altitudine de 608 m, aeroportul dispune de o singură pistă.